# Svojkov (hrad)
Skalní hrad Svojkov stával na severním okraji obce Svojkov. Nyní je z něj romantická zřícenina v okrese Česká Lípa u obce Svojkov mezi Zákupy a Novým Borem. Pozůstatky hradu jsou chráněny jako kulturní památka.

## Historie
Existence hradu byla doložena poprvé roku 1355. Nejstarším známým držitelem byl v roce 1370 Ješek, zřejmě man Berků v Dubé. Počátkem 15. století byl vlastníkem také Jan z Chlumu, známý jako jeden z průvodců Jana Husa do Kostnice. Kolem roku 1437 se držitelem hradu stal Ctibor z Kačice, jehož vladycký rod od té doby začal užívat predikát ze Svojkova. V letech 1444–1445 se sídla zmocnil loupeživý rytíř Mikeš Pancíř ze Smojna a při odvetném tažení vojsk lužických měst proti němu byl hrad dobyt a zapálen. Stejný osud potkal i další z Pancířových hradů, nedaleký Sloup. Kolem roku 1530 byl hrad opuštěn. O 200 let později pozemky koupil hrabě Josef Jan Maxmilián Kinský. V roce 1780 byl skalní hrad opraven v romantickém duchu, doplněn dřevěným schodištěm a později i výletním letohrádkem. Ten časem zanikl.

## Popis hradu
Hrad byl postaven vysekáním místností do pískovcového 13 metrů vysokého sloupu, který stojí na 20 metrů vysokém zalesněném pahorku. Místnosti vytvořily celkem tři patra. Na skále stával hradní palác o dvou křídlech. Dnes jsou patrné zbytky zdiva zmíněného paláce a řada vytesaných místností a průchodů. Schody byly vedeny po stěnách a bylo zde několik dřevěných pavlačí, které byly časem odstraněny. Část hradu sloužila jako skladiště zbraní, oblečení a potravin.

## Přístup
Obcí vede cyklotrasa 3062 po silnici II/268 od Zákup do Sloupu v Čechách a čtyří trasy pro pěší turisty. Od malého parkoviště a restaurace Zámeček je upravená cesta až ke hradu. Posledních 100 metrů je příkré stoupání lesní pěšinou. Od zmíněného parkoviště směrem na severovýchod vede červeně značená cesta k pitnímu místu v Modlivému dolu.

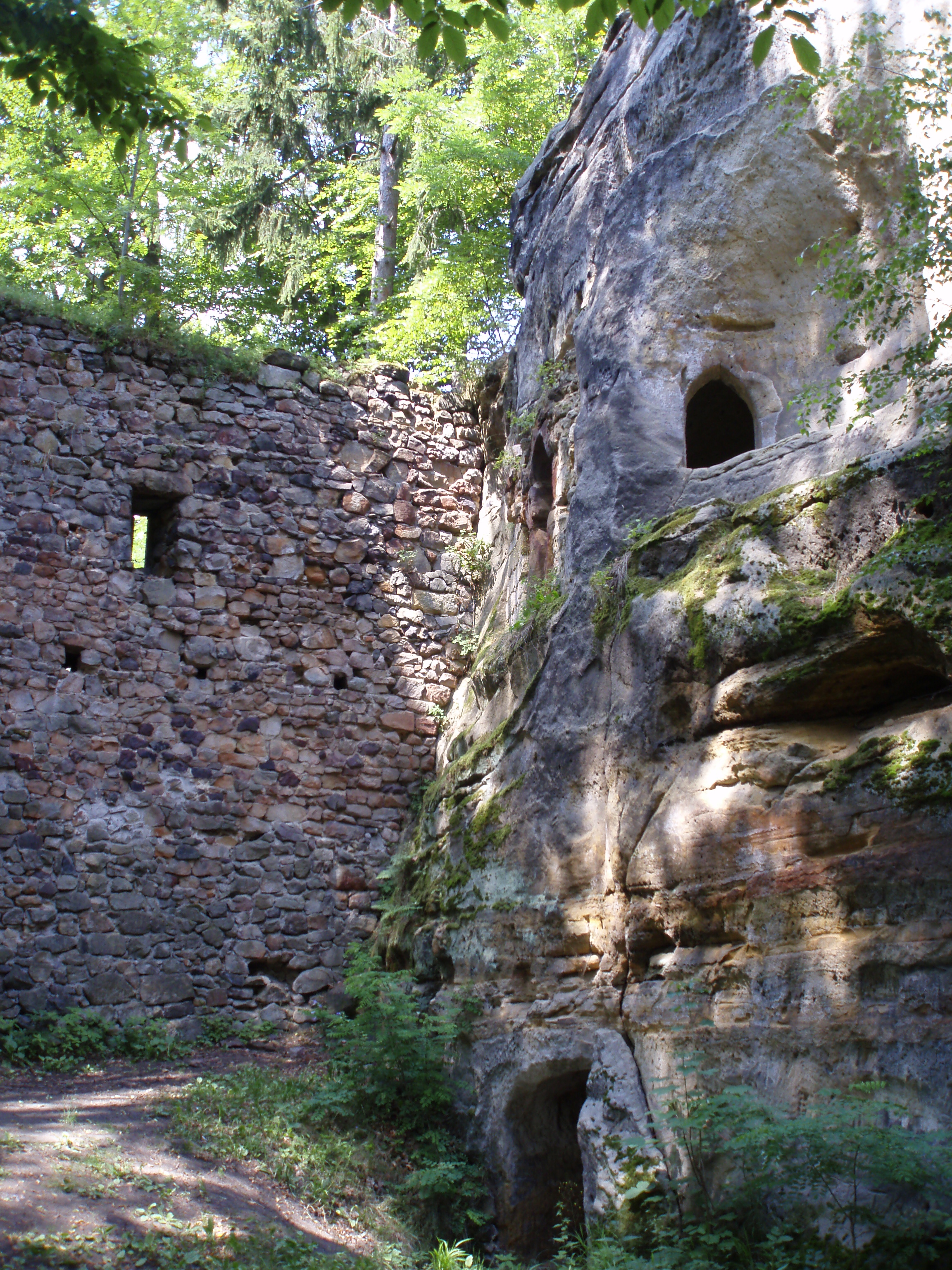
Hrad Svojkov zevnitř